# Bórepin
A bórepin aromás heterociklusos vegyület. Héttagú gyűrűjében egy bóratom található, melyhez egy hidrogénatom kapcsolódik. 